# 東奥保育・福祉専門学院
東奥保育・福祉専門学院（とうおうほいく・ふくしせんもんがくいん）とは、青森県青森市にある専修学校。

## 沿革
- 1967年 - 東奥保育専門学校として開校。
- 1968年 - 幼稚園教員養成所として指定される。
- 1987年11月21日 - 専修学校として認可される。
- 1989年 - 介護福祉科を新設。それに伴い現校名に変更。

## 運営主体
- 学校法人東奥学園

## 学科
- 保育科:
- 介護福祉科:

## 取得資格・免許状
- 保育士資格・幼稚園教諭二種免許状:保育科
- 介護福祉士資格:介護福祉科

## 就職状況
- 保育科:保育園への就職者が最も多い。幼稚園への就職者は少なめ。
- 介護福祉科:介護関連施設が多い。

## 所在地
- 青森県青森市勝田2-13